# Chmeľovec
Chmeľovec (in ungherese Tapolykomlós) è un comune della Slovacchia facente parte del distretto di Prešov, nella regione omonima.